# Being Boiled
«Being Boiled» — дебютный сингл британской синтипоп-группы The Human League, выпущенный в 1978 году на лейбле Fast Product.

## О песне
Сингл был издан лейблом Fast Product, он не стал коммерчески успешным, но оказал влияние на творчество многих артистов пост-панка и новой волны.
В Австрии сингл занял семнадцатое место, а в Германии шестое место. В 1982 году, после того как альбом Dare и сингл «Don’t You Want Me» стали коммерчески успешными, «Being Boiled» попал в чарт Великобритании на шестую строчку.
Он издавался три раза, первый релиз был в 1978 году, во втором издании он присутствовал на мини-альбоме Holiday ’80 (1980), а позднее был включен во второй студийный альбом группы, Travelogue. Сингл также присутствует в дебютном альбоме Reproduction под названием «Being Boiled (Fast Product Version)».
Критик из AllMusic положительно оценил «Being Boiled», в которой коллектив осуждает безбожие китайских коммунистов, давно не слышащих голоса Будды. Песня повествует о том, как жестока промышленность тутового шелкопряда.
Винс Кларк из группы Depeche Mode назвал «Being Boiled» своей любимой песней, и сказал, что она оказала большое влияние на создание Depeche Mode.

## Список композиций
7" Single (1978 Fast Product)
1. «Being Boiled» (original version)
2. «Circus of Death» (original version)

1980 EMI и переиздание 1982 EMI
1. «Being Boiled» (stereo remix of the original version) — 3:45
2. «Circus of Death» (stereo remix of the original version) — 4:47

## Участники записи
The Human League:
- Филип Оки[англ.] — вокал, композитор
- Мартин Уэр[англ.] — синтезатор, композитор
- Иэн Крейг Марш[англ.] — синтезатор, композитор

- The Human League — музыкальный продюсер

## Позиции в хит-парадах
Еженедельные чарты:
| Хит-парад (1978—1986)             | Высшая позиция | Пребывание |
| --------------------------------- | -------------- | ---------- |
| Австрия (Ö3 Austria Top 40)       | 17             | 6 недель   |
| Великобритания (UK Singles Chart) | 6              | 9 недель   |
| Ирландия (IRMA)                   | 10             | 4 недели   |
| ФРГ (Offizielle Top 100)          | 6              | 24 недели  |